# Rudi Van Vlaenderen
Rudi Van Vlaenderen (Gent, 2 augustus 1930 - Sint-Niklaas, 26 oktober 1994) was een Vlaams acteur, regisseur en theaterdirecteur.

## Biografie
Hij was een zoon van de schrijver, acteur en regisseur Michel van Vlaenderen (1894-1965), die als een van de eersten in Vlaanderen de geschriften van Gordon Craig bestudeerde.
In 1941 stond hij voor het eerst op de planken van de Koninklijke Nederlandse Schouwburg in Gent onder de regie van zijn vader. In 1952 studeerde hij af aan Koninklijke Toneelschool Oscar De Gruyter in Gent. Spoedig vond hij aansluiting bij een aantal vernieuwende projecten zoals Toneelstudio '50 (het latere Arca) en het Nederlands Kamertoneel o.l.v. Tone Brulin. In 1960 richtte hij in Brussel Toneel Vandaag op. Daar maakte hij indruk in Thyestes, geschreven en geregisseerd door Hugo Claus.
In 1962 werd hij de eerste directeur van het het RITCS (Hoger Rijks Instituut voor Toneel en Cultuurspreiding).
Als geëngageerd theatermaker was hij aanvankelijk erg gefascineerd door Bertolt Brecht en het Berliner Ensemble. Later had hij veel aandacht voor avant-gardistische theaterschrijvers, van wie hij werk naar Vlaanderen bracht als regisseur of producent: Fernando Arrabal, Friedrich Dürrenmatt, Václav Havel, René Kalisky, e.a. Hij werkte als freelance acteur in allerlei Vlaamse theatergezelschappen (KVS, KNS, KJT, NTG, Arca,  De Tijd, ...) maar ook voor Nederlandse: o.a. het Groot-Limburgs Toneel, Stadstoneel Rotterdam, Zuidelijk Toneel Globe en het Publiekstheater. Alles samen was hij betrokken bij meer dan 200 professionele theaterproducties.
Voor de artistieke loopbaan van Rudi Van Vlaenderen vormde zijn regiewerk in het amateurtheater een essentieel onderdeel van zijn werk. Voor diverse amateurgezelschappen, maar vooral voor de Multatulikring verzorgde hij tientallen regies, waarbij het opvalt dat dit geen herhalingen zijn van zijn professionele werk.
Hij was ook actief voor radio en televisie. Hij werkte mee aan talloze radio- en televisie-uitzendingen van de BRT, was van 1955 tot 1958 programmator-realisator dramatische uitzendingen voor de Vlaamse televisie.
Van 1978 tot 1989 was hij directeur het BKT (Brabants Kollektief voor Teaterprojekten) in Brussel, tot dit fuseerde met het Kaaitheater.